# Klasztor Bazylianów w Węgorzewie
Klasztor bazylianów w Węgorzewie – jeden z czterech klasztorów prowadzonych na terytorium Polski przez Zakon Bazylianów Świętego Jozafata.
W 1976 w Węgorzewie pracę duszpasterską rozpoczął ks. Jozafat Osypanko OSBM, który zamieszkał razem z jedną z rodzin ukraińskich. W roku następnym dołączył do niego drugi zakonnik, ks. Maletij Biłynśki OSBM. Duchowni zamieszkali w osobnym mieszkaniu, które zostało zakupione przez zakon na ich nazwiska. Od 1981, po prośbie protoihumena Jozafata Romanyka do prezydenta Warszawy własność nieruchomości została przeniesiona na Zakon Bazylianów Świętego Jozafata. Umożliwiło to przekształcenie mieszkania zajmowanego przez mnichów w dom zakonny.
W 1993 ks. protoihumen Bazyli Medwit zakupił, za zgodą ks. protoarchimandryty Izydora Patryło nowy budynek w Węgorzewie z przeznaczeniem dla większego klasztoru. W lipcu 1994 do nowego domu zakonnego przeniesiono siedzibę nowicjatu z monasteru w Warszawie (w 1999 ponownie przeniesiony do Warszawy). Obiekt został poświęcony w czerwcu 1997. 
Klasztor węgorzewski prowadzi kursy pisania ikon oraz obozy dla młodzieży ukraińskiej.